# 눙카 마스

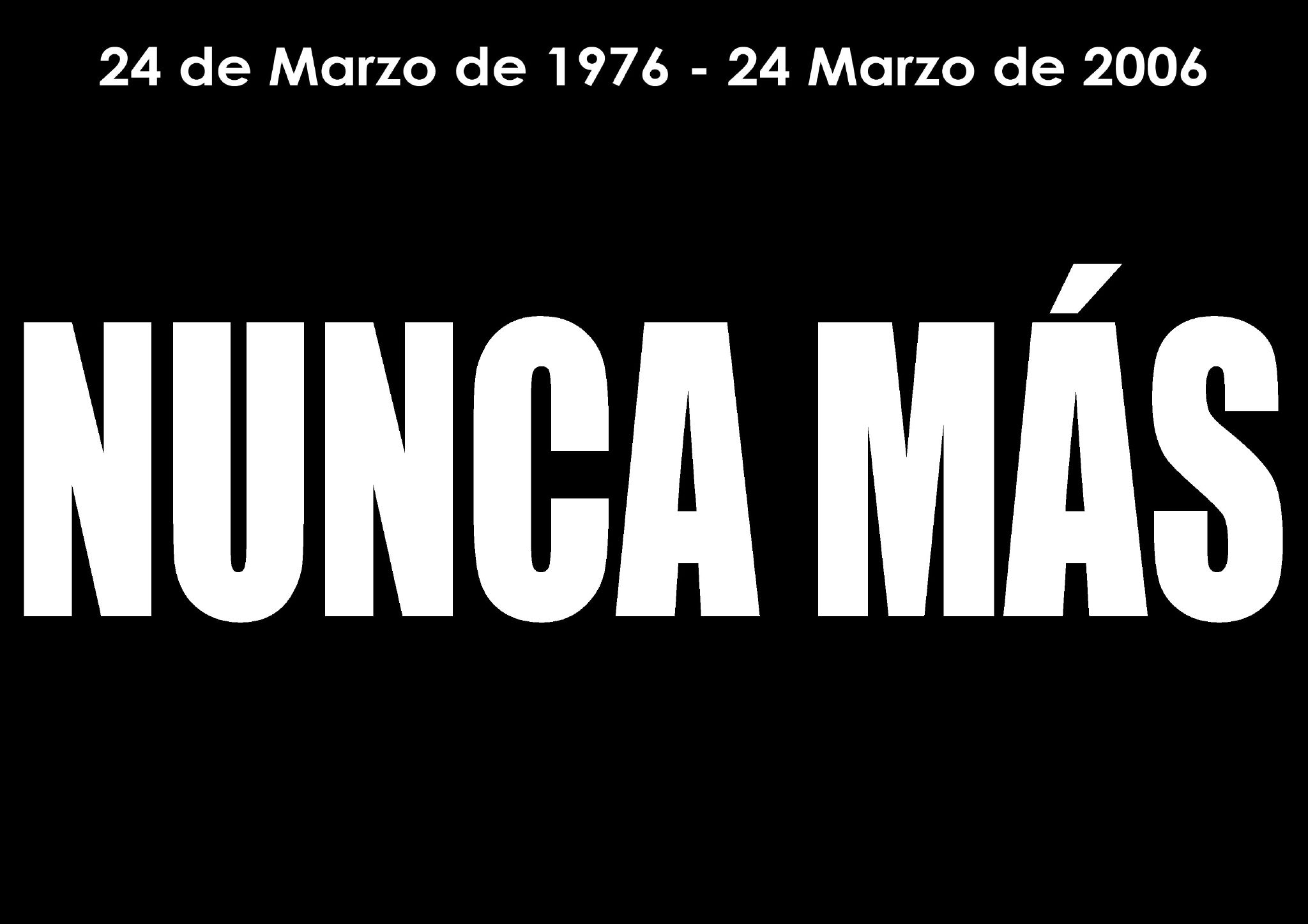

눙카 마스(스페인어: Nunca más)란 스페인어로 '절대로 다시는'(Never Again)이라는 뜻으로 아르헨티나 정부의 '실종자 진상조사 국가위원회(National Commission on the Disappearance of Persons, 약칭 CONADEP)'가 작성하여 라울 알폰신 대통령에게 제출한 군부 독재 정권 시절의 고문과 납치, 학살에 대한 보고서 제목이다. 아르헨티나의 과거사 청산의 상징이 된 용어이다. 알폰신 대통령의 결단에 의해 구성된 위원회는 작가인 에르네스또 사바또(Ernesto Sabato)를 위원장으로 선출한 후 10개월 간에 걸쳐 납치 실종된 사람들의 신고를 접수하는 동시에 그들의 가족들이 당한 고통스러웠던 일들의 진상을 명확히 밝히고 이에 대한 보고서를 작성하였는데 조사 위원장인 사바또의 이름을 따서 《사바또 보고서》라고도 한다.

## 개요
1970년대부터 1980년대까지 남아메리카의 독재 정권들은 자국민을 상대로 무수한 고문과 납치와 학살을 자행한 더러운 전쟁을 벌였다. 알폰신 대통령이 설치한 '실종자 진상조사 국가위원회'가 1984년 9월에 5만여 페이지에 달하는 보고서 《눙카 마스》에는, 16세부터 65세 가량의 실종자 8,960명의 명단과 비밀 수용소 약 340곳의 위치 및 특성이 수록되었고, 불법적인 탄압에 가담한 군인의 수는 1만 5,000명 이상으로 파악되었다. 또한 이 보고서에는 누가 어떤 방식으로 납치되었는지, 수감자들에게 어떻게 고문이 자행되었는지, 육·해·공군과 경찰 관할의 비밀 수용소가 어떻게 운영되었는지를 밝히고 있다.
《눙카 마스》가 확인한 실종자 9,000여 명 가운데 86%가 35세 이하의 청년층이었고, 30%가량이 여성이었으며 그 중 10%가 임신 중이었다. 실종자 가운데는 노조 활동가들뿐만 아니라 변호사, 지역 상공회의소 의장, 지방 판사 등도 포함되어 있었다. 이 보고서는 군부 통치자들이, 사회 혁명을 원했던 불순 분자, 단순히 임금 인상을 요구한 노조 지도자, 신부, 목사, 가톨릭 신자는 물론, 평화주의자와 인권 단체 활동가들까지도 '마르크스 레닌주의자'나 '기독교와 서구 문명의 적'으로 규정하여 모두 없애려 했음을 밝히고 있다.
《눙카 마스》는 또한 게릴라 조직과 관련이 없는 임산부와 아이들까지 고문당했다는 사실을 밝혔을 뿐만 아니라, 수감된 임산부가 출산한 영아나 납치된 부부의 어린아이들을 강제로 입양시키는 엽기적인 범죄의 유형도 밝혀냈다. 이러한 강제 입양은 "나쁜 환경으로 인해서 불순한 저항자가 생겼다"라는 잘못된 확신을 가진 군사정권이 '좌익사범'을 양성하는 불온한 가정환경으로부터 영, 유아들을 분리시키고자 한 만행이었다.

## 희생자들의 신분
《눙카 마스》는 정치활동가, 노조관계자, 언론인, 변호사뿐만 아니라 정부 관리와 징집 군인, 신부, 수녀, 청소년, 임산부와 어린이에 이르기까지 다양한 범주의 희생자들을 기록했다. 1976년 이후의 실종자 9,000여 명 가운데 86%가 35세 이하의 청년층이었고, 30% 가량이 여성이었으며, 그 중 10%가 임신 중이었다.
실종자 중 약 30%가량은 블루칼라 노동자들이었고, 단지 그 일부가 노조활동가였다. 그 외 18% 가량이 화이트칼라 노동자, 21%가 학생, 10.7%가 전문직종사자, 5.7%가 교사, 5%가 자영업자, 약 3.8%가 주부, 1%가 언론인,0.3%가 사제나 수녀였으며, 2.5%가 징집 군인이었다. 군부통치자들은 게릴라뿐만 아니라 마르크스주의에 관심을 가진 학생과 교사, 빈민촌에서 교리를 가르친 신부나 목사, 해방신학을 신봉하는 가톨릭신자, 임금인상을 요구한 노조지도자, 학생회 임원, 비협조적인 신문
기자, 페론주의자, 평화 인권단체 활동가들을 “마르크스레닌 주의자”, “기독교와 서구문명의 적”으로 지칭하면서 일소 대상으로 삼았다.
납치 실종자 가운데에는 변호사 109명과 지역 상공회의소 의장과 지방 판사까지 포함되었다.

## 고문
실종자 조사위원회에 접수된 모든 신고에는 예외없이 고문 행위에 대한 지적이 있었다. 《눙카 마스》는 이들 희생자들이 비밀 구치소에 끌려가 당한 각종 가학적인 고문들이 생생하게 담겨 있다. 희생자들은 대부분 눈가리개로 가리워진채 끌려가 옷을 벗기고 전기봉으로 전기 고문을 당하였으며, 채찍이나 회초리 몽둥이 등으로 구타당했다. 다음은 《눙카 마스》에 담긴 희생자들 중 한명이 당한 고문 중 한단락이다.
"며칠 동안 그들은 전기막대를 잇몸,젖꼭지, 생식기, 복부 그리고 귀에 대고 찔러댔다. 나는 본의 아니게 그들을 더욱 화나게 하였는데, 그것은 어떤 이유에서 인지는 모르겠지만 나는 전기찜질에 비명을 지르고 펄쩍 뛰고 부르르 떨기는 했어도 기절은 하지 않았기 때문이다. 그러자 나무 회초리로 어깨, 둔부, 종아리, 그리고 발바닥을 규칙적이고 체계적으로 두들겨 패기 시작했다. 처음엔 고통이 무척 컸으며, 조금 후엔 못견딜 지경이 되었고 나중엔 인사불성이 되고 맞은 부위는 완전히 감각을 잃게 되었다."

## 책임자 처벌
<5월 광장의 어머니회>를 비롯한 시민 단체는 ‘더러운 전쟁’의 책임자들을 군사법정이 아닌 민간법정에 세울 것을 요청했다. 1985년 5월 부에노스아이레스 연방 항소법원은 비델라를 비롯한 아홉 명의 군사통치위원회 지도부에게 중형을 선고했다.
육군을 대표한 비델라와 함께 삼두체제를 구성했던 해군의 에밀리오 마세라(Emilio Eduardo Massera) 제독에게 종신형, 공군의 오를란도 아고스티(Orlando Ramón Agosti) 장군에겐 징역 3년 9개월, 비델라에 이어대통령직에 올랐던 로베르토 비올라(Roberto Viola) 장군에겐 징역 16년 6개월이 선고되었고 네 명은 방면되었다.

## 침묵과 망각의 협정
1986년 12월 23일 “기소종결법”(법령 23,492호)의 통과에 따라 인권 탄압의 책임이 명령계통의 말단에서 실제 고문과 폭력 행위를 주도한 중하급 장교에게 전가되는 분위기가 감돌자 군부의 강경파들이 반발했다. 이는 1987년 4월 알도 리코(Aldo Rico) 중령이 주도한 “부활절 쿠데타”를 비롯해 네 차례의 카라핀타다(carapintadas)의 반란으로 표출되었다. 특전부대 연대장 리코는 연방판사의 소환 명령에 불응하면서 반란에 돌입했다.
사흘 만에 막을 내린 이 “부활절 쿠데타”는 ‘위신 작전’(Operación Dignidad)이라는 명칭에서 알 수 있듯이 인권재판 과정에서 실추된 군의 위신과 명예, 그리고 군에 대한 대중의 존경을 회복하려는 것이었다. 이들은 참모총장의 교체와 인권재판의 종결, 정부 및 언론의 반군부 캠페인 중단을 요구했다.
부에노스 아이레스의 오월병영(Campo de Mayo)을 점거한 리코는 한 라디오와의 인터뷰를 통해 군이 과거에 저지른 잘못을 인정할 순 있지만 “이제 필요한 것은 전국적인 평화”라고 주장했다. 군부의 위협은 효과적이었고 정부는 이에 호응해 군 수뇌부를 교체하고 1987년 6월 5일 “강요에 따른 복종법”(법령 23,521호)을 통과 시켜 상관의 명령을 수행한 중령 이하 장교 1,100-1,200명 가량이 처벌을 면했다.
카를로스 메넴 정부는 1989년 10월 대대적인 사면을 통해 군부의 반발을 무마하고자 했다. 하지만 2003년 8월 아르헨티나 의회는 더러운 전쟁 가해자들에 대한 기존의 사면조치 폐기를 담은 법을 제출했고 2005년 대법원이 이를 받아들여 기존의 사면법을 폐기하고 가해자들을 다시 법정에 세우고 단죄했다.

## 가톨릭 교회의 협조
《눙카 마스》 보고서에는 가톨릭 교회가 군부독재에 협조하고 심지어 납치와 고문에 가담했다는 증언을 담고 있다.
아르헨티나 주교회는 1977년 5월 군부의 통치방식을 비판하는 성명을 발표하기도 하였으나 또 다른 한편에선 직접 납치와 고문에 가담했다. 대표적 인물인 크리스티안 폰 베르니히(Christian Von Wernich) 신부는 반체제 인사들의 납치와 고문 살해에 직접 가담한 정황이 《눙카 마스》 보고서에 드러나 결국 법정에 세워졌다. 베르니히 신부는 2007년 살인 7건, 납치 42건, 고문 31건에 개입한 혐의에 대해 유죄 판결을 받고 종신형에 처해졌다.

베르니히의 재판 기간 내내 침묵을 지켜왔던 아르헨티나 가톨릭 교단은 판결 뒤 인터넷 홈페이지를 통해 “가톨릭 사제가 ‘심각한 범죄’로 유죄 판결을 받게 돼 고통스럽게 여긴다”는 성명을 발표했지만 군정 시절 인권보호에 실패했다는 비판에 대해서는 아무런 언급도 하지 않았다.
또 교황 프란치스코 역시 교황직에 오르기 전 더러운 전쟁 당시 군사정부에 협조한 정황이 드러났다. 1979년 아르헨티나 항구 도시 바이아블랑카에서 납치된 앨리사 파트노이는 인터내셔널비즈니스타임과의 인터뷰에서 “아르헨티나의 교회는 역할 분담이 되어 있는데 그중 군을 지원하는 분야가 있다. 프란치스코(당시 추기경)는 그 분야에 속해 있었다”고 말했다. 아르헨티나 신문 <파히나 12>는 17일 프란치스코 교황이 1970년대 아르헨티나 예수회 총장 시절 군사정권의 예수회 소속 신부 2명에 대한 체포·고문을 방조했을 가능성을 보여주는 정부 문서를 폭로했다. 이 신문은 1979년 당시 예수회 총장이던 그가 군사정권한테 납치돼 고문당한 프란시스코 할릭스 신부의 여권 발급을 거부하라고 권고한 내용을 담은 아르헨티나 외교부의 문서를 공개했다. 문서에는 할릭스 신부가 교단의 명령에 불복종했고 게릴라와 접촉한 의혹이 있다며 “이 정보는 베르골리오(프란치스코 교황) 신부에 의해 제공됐으며, 그는 여권을 발급 해달라는 할릭스 신부의 요청을 거절하라는 특별 권고를 했다”고 적혀 있다. 할릭스 신부와 오를란도 요리오 신부는 빈민가에서 일하다가 군사정권에 납치돼 6개월 동안 강제수용소에서 고문을 받다 풀려났다. 이 문서는 아르헨티나 언론인이자 더러운 전쟁 당시 실종자 가족들의 단체인 '5월 광장의 어머니회' 자문 변호사인 오라시오 베르비츠키가 군부독재 시절 가톨릭교회의 역할을 비판한 저서 <침묵>에서 공개된 바 있다. AFP 통신은 베르고글리오가 교황으로 선출된 후 부에노스아이레스의 한 성당의 벽에 "새 교황은 비델라(아르헨티나의 군사독재자 호르헤 비델라)의 친구"라는 낙서가 써 있었다고 보도했다.

## 눙카 마스 보고서 링크
- The Nunca Más (Never Again) CONADEP Report 보관됨 2015-06-30 - 웨이백 머신